# Live Evil
A Live Evil az angol Black Sabbath heavy metal együttes, 1982-ben megjelent koncertlemeze. A felvételek Seattleben, San Antonioban és Dallasban készültek a Mob Rules album turnéja keretében. Így a lemezen már Ronnie James Dio énekes és Vinny Appice dobos hallható, Tony Iommi gitáros és Geezer Butler basszusgitáros mellett. Az anyag készítése közben Iommi és Butler részéről feltűnt egy olyan állítás, miszerint Ronnie és Vinny titokban az éneksávokat és a dobokat előtérbe kívánja helyezni. Ez persze konfliktusokba torkollott (mert nem volt igaz) ezért az énekes és a dobos a kiadást követően távozott a zenekarból.
A lemez a Billboard listán a 37. lett.

## Számlista
1. "E5150" (Ronnie James Dio, Tony Iommi, Geezer Butler) – 2:21
2. "Neon Knights" (Dio, Iommi, Butler, Bill Ward) – 4:36
3. "N.I.B." (Ozzy Osbourne, Iommi, Butler, Ward) – 5:09
4. "Children of the Sea" (Dio, Iommi, Butler, Ward) – 6:05
5. "Voodoo" (Dio, Butler, Iommi) – 6:07
6. "Black Sabbath" (Osbourne, Iommi, Butler, Ward) – 8:39
7. "War Pigs" (Osbourne, Iommi, Butler, Ward) – 9:19
8. "Iron Man" (Osbourne, Iommi, Butler, Ward) – 7:29
9. "The Mob Rules" (Dio, Iommi, Butler) – 4:10
10. "Heaven and Hell" (Dio, Iommi, Butler, Ward) – 12:04
11. "The Sign of the Southern Cross/Heaven and Hell" (Dio, Butler, Iommi/Dio, Iommi, Butler, Ward) – 7:15
12. "Paranoid" (Osbourne, Iommi, Butler, Ward) – 3:46
13. "Children of the Grave" (Osbourne, Iommi, Butler, Ward) – 5:25
14. "Fluff" (Iommi) – 0:59

## Közreműködők
- Ronnie James Dio – ének
- Tony Iommi – gitár
- Geezer Butler – basszusgitár
- Vinny Appice – dob
- Geoff Nicholls – billentyűs hangszerek